# Пачеко, Пабло
Па́бло Паче́ко (исп. Pablo Pacheco; 23 мая 1908, Кальяо — 2 мая 1982) — перуанский футболист, нападающий, участник чемпионата мира 1930 года (как запасной игрок).

## Карьера

### Клубная
Пабло Пачеко играл за клуб «Университарио» из Лимы.

### В сборной
Пабло был включён в сборную Перу накануне участия в чемпионате мира 1930, однако на поле не выходил.